# Kumpusaari (ö i Norra Savolax, Varkaus, lat 62,59, long 27,56)
Kumpusaari är en ö i Finland. Den ligger i sjön Ylä-Koirus och i kommunen Leppävirta i den ekonomiska regionen  Varkaus ekonomiska region  och landskapet Norra Savolax, i den centrala delen av landet, 300 km nordost om huvudstaden Helsingfors. Öns area är 3,2 hektar och dess största längd är 470 meter i sydöst-nordvästlig riktning.